# Саобраћај у Румунији
Румунија је велика европска земља, која се протеже кроз неколико прометно веома важних области (средња Европа, Подунавље, Панонска низија, Балкан, област Црног мора). Због тога постоје изванредне могућности за развој саобраћаја и саобраћајне мреже, али због тешке скорашње историје прави развој ове области тек предстоји.
Румунија има развијен друмски, железнички, ваздушни и водени саобраћај. Највећи саобраћајни чвор је главни град, Букурешт, али због пространства државе и постојања јаких обласних средишта, важни саобраћајни чворови су и Темишвар, Клуж, Констанца, Брашов, Крајова, Јаши.

## Железнички саобраћај
По најновијим подацима из 2004. године укупна дужина железничке мреже у Румунији је 22.298 km, од чега је 36% електрификовано, а 27% су пруге са два колосека. По овим показатељима Румунија је четврта земља у Европи по развијености железничке мреже. Због тога и превоз свим врстама железнице заузима високо место у укупном саобраћају у земљи - претпоставља се да је 2004. године 45% свих путника у Румунији превезено управо железницом. Међутим, и поред дужине пруга и значаја за земљу железничка мрежа је у веома лошем стању и интензивно се обнавља.
Једини град са метроом је Букурешт, који је развијен спрам величине града и има 4 линије (погледати: Букурешки метро). Букурешт поседује и железнички прстен око себе.

Железничка веза са суседним земљама:
- Мађарска - да
- Србија - да
- Бугарска - да
- Украјина - да, уз промену ширине газа
- Молдавија - да, уз промену ширине газа

## Друмски саобраћај
Укупна дужина путева у Румунији у 2004. години је 198.817 km (од чега је са чврстом подлогом 60.043 km). Од тога је дужина важних државних путева 14500 km. Дужина савремених ауто-путева тренутно износи свега 280 km, али се у наредним годинама очекује брза изградња нових деоница. Национални ауто-путеви носе двозначну ознаку „А+број“.

Национални ауто-путеви који су делови Европских коридора су:
- Ауто-пут А1 - Букурешт - Питешти - Сибињ - Темишвар - Арад - граница са Мађарском, укупна дужина пута је 620 km, од тога до 2008. изграђено 127 km на деоници Букурешт - Питешти, а крај градње целог пута очекује се до 2014. године.
- Ауто-пут А2 - назван и „Ауто-пут сунца“ - Букурешт - Фетешти - Чернавода - Констанца, укупна дужина пута је 204 km, од тога до 2008. изграђено 152 km на деоници Букурешт - Чернавода, а крај градње целог пута очекује се до 2010. године.
- Ауто-пут А3 - назван и „Ауто-пут Трансилванија“ - Букурешт - Плојешти - Брашов - Тргу Муреш - Клуж - Орадеа - граница са Мађарском, укупна дужина пута је 588 km, до сада неизграђена било која деоница, прва деоница Букурешт - Плојешти у изградњи, а у припремама за изграду су деоница од мађарске границе до Клужа.
- Ауто-пут А4 - назван и „Ауто-пут Исток-Запад“ - граница са Молдавијом - Јаши - Пјатра Њамц - Тргу Муреш (веза на ауто-пут А3), укупна дужина пута је 300 km, планиран почетак изградње 2008. година.
- Ауто-пут А5 - назван и „Ауто-пут Молдавија“ - Плојешти - Бузау - Фокшани - граница са Молдавијом, укупна дужина пута је 314 km, у плану изградња деонице до Фокшанија.

Поред ауто-путева постоје и веома важни магистрални путеви са четири траке, који су такође делови Европских коридора:
- Букурешт - Ђурђу - граница са Бугарском, укупна дужина пута је 65 km, од тога до 2008. изграђено 35 km, а остатак у изградњи.
- Фагараш - Сибињ, веза између ауто-путева А1 и А3, планирано 80  дужине.
- Себеш - Турда, веза између ауто-путева А1 и А3, планирано 80  дужине.
- Римнику Сарат - Браила - Галац, крак пута А5.
- Питешти - Крајова, крак пута А1.

## Водени саобраћај
Румунија је приморска земља, али је морска обала кратка и северном половином мочварна. Због тога је развијена само једна лука, Констанца. Овај град је по припајању Румунији од безначајног насеља постао велика морска лука, једна од најзначајнијих у Европи, будући да је то црноморска лука најближа средњој Европи. Такође овај град је и једно од главних средишта у држави.
Са друге стране, речни саобраћај је развијен и међународног је значаја и у основи се ослања на значај Дунава, који доњом дужином тока протиче кроз Румунију. Дужина речних водених путева у земљи је преко 1000 km. Најважније луке на Дунаву су: Дробета Турну Северин, Калафат, Олтеница, Ђурђу, Браила, Галац, Тулћеа. Поред Дунава, значајан је и промет каналом Чернавода-Негру Вода, дужине 67 km.

## Гасоводи и нафтоводи
Гасовод: Дужина токова је 3.508 км (2006. године) уз напомену да се гасоводна мрежа веома брзо развија, а постоје и планови за успостављање магистралне гасоводне везе од луке Констанца до границе са Србијом и даље на запад.
Нафтовод: Дужина токова је 2.427 км (2006. године).

## Ваздушни саобраћај
Будући да Румунија пространа земља у Европи, ваздушни саобраћај има већи значај него у другим земљама. У Румунији постоји неколико авио-компанија, од којих је најпознатија и највећа ТАРОМ, а друге мање су Ромавиа, Карпатер, Блу Ер, Аквила Ер, Јон Ћириак Ер.
У земљи постоји 61 званично уписаних аеродрома (погледати: Аеродроми у Румунији), али само је 7 од њих уврштено на листу међународних аеродрома са IATA кодом (IATA Airport Code):
- Аеродром „Хенри Коанда“ у Букурешту (некадашњи Отопени аеродром)
- Аеродром „Трајан Вуја“ у Темишвару (некадашњи Ђармата аеродром)
- Аеродром „Аурел Влајку“ у Букурешту (некадашњи Банеаса аеродром)
- Аеродром „Клуж-Напока“ у Клужу
- Аеродром „Михаил Когелничану“ у Констанци
- Аеродром „Сибију“ у Сибињу
- Аеродром „Арад“ у Араду

У току је изградња новог међународног аеродрома у Брашову.
Највећи и најважнији аеродром у земљи је букурешки Аеродром „Хенри Коанда“, и данас познат као Отопени. Међутим, највећи пораст промета имао је аеродром Аеродром „Трајан Вуја“ у Темишвару због удаљености града од других већих градова у земљи.
У Румунији су званично уписана и 1 хелиодром (2006. године).